# Nive
Die Nive (baskisch Errobi) ist ein Fluss, der überwiegend in Frankreich im Département Pyrénées-Atlantiques in der Region Nouvelle-Aquitaine verläuft. Ihr Quellbach Harpéko Erreka entspringt in den Pyrenäen, an der Nordwestflanke des Gipfels Mandi-Zar (1323 m), knapp auf spanischem Territorium, in der autonomen Provinz Navarra. Sie erreicht im Gemeindegebiet von Estérençuby französisches Staatsgebiet und wird hier kurz danach Nive de Béhérobie genannt. Bei Saint-Jean-Pied-de-Port nimmt sie die Nebenflüsse Laurhibar und Nive d’Arnéguy auf und nennt sich ab hier nur mehr Nive. Sie entwässert generell Richtung Nordwest durch das französische Baskenland und mündet nach einer Gesamtlänge von rund 79 Kilometern im Zentrum von Bayonne als linker Nebenfluss in den Adour, kurz vor dessen Mündung in den Atlantik.

## Etymologie
Wahrscheinlich von *niv- "wasser, feucht".

## Orte am Fluss
- Estérençuby
- Saint-Jean-Pied-de-Port
- Saint-Martin-d’Arrossa
- Cambo-les-Bains
- Ustaritz
- Bayonne

## Nebenflüsse
| Linke Nebenflüsse: - Nive d’Arnéguy (21 km) - Nive des Aldudes (36 km) - Bastan (13 km) - Latsa (15 km) | Rechte Nebenflüsse: - Ampro (12 km) - Laurhibar (28 km) - Lakako Erreka (20 km) - Hillans (11 km) |